# Màng bán thấm

Schematic of semipermeable membrane during hemodialysis, where blood is red, dialysing fluid is blue, and the membrane is yellow.

Màng bán thấm là một loại màng polyme tổng hợp hoặc sinh học cho phép những loại phân tử hoặc ion nhất định đi qua nó bằng phương pháp khuếch tán—hoặc đôi lúc bằng những chu trình chuyên biệt hơn như facilitated diffusion (tạm dịch: khuếch tán được thuận hóa), vận chuyển thụ động hoặc vận chuyển chủ động. Tốc độ đi qua phụ thuộc vào áp suất, nồng độ, và nhiệt độ của phân tử hoặc dung dịch ở cả hai bên, cũng như là khả năng thấm của màng đối với mỗi dung dịch. Tùy thuộc vào loại màng và dung dịch, khả năng thấm có thể phụ thuộc vào kích cỡ dung dịch, độ hòa tan, thuộc tính hoặc hóa học. Cách mà màng được cấu tạo để có thể lựa chọn khả năng thấm của nó sẽ quyết định tốc độ và khả năng thấm. Nhiều vật liệu tổng hợp và tự nhiên dày hơn một màng thì cũng là bán thấm. Một ví dụ là lớp màng mỏng bên trong quả trứng.
Lưu ý rằng màng bán thấm thì không giống như màng thấm chọn lọc. Màng bán thấm tức là màng cho phép một số các hạt nhỏ đi qua (theo kích cỡ), trong khi đó màng thấm chọn lọc thì "lựa chọn" thứ gì được phép đi qua (kích cỡ không phải một nhân tố).
Tính thấm của màng đối với một chất nào đó là tốc độ khuếch tán thực của chất đó qua một đơn vị diện tích màng, dưới tác dụng của một đơn vị chênh lệch nồng độ (khi không có chênh lệch về áp suất, điện thế)

## Màng sinh học
Một ví dụ của màng bán thấm sinh học là Lớp lipid kép, nằm ở màng tế bào bao quanh mọi tế bào. Là một nhóm phospholipid (bao gồm một đầu phôtphat và hai đuôi axit béo) xếp thành một lớp kép, Lớp lipid kép là một loại màng bán thấm rất cụ thể đối với khả năng thấm của nó. Đầu phôtphat ưa nước nằm ở lớp bên ngoài và nước ở bên ngoài và bên trong tế bào có thể tiếp xúc với nó. Hai đuôi kị nước nằm trong lớp ẩn bên trong màng.